# Louis de Fabry

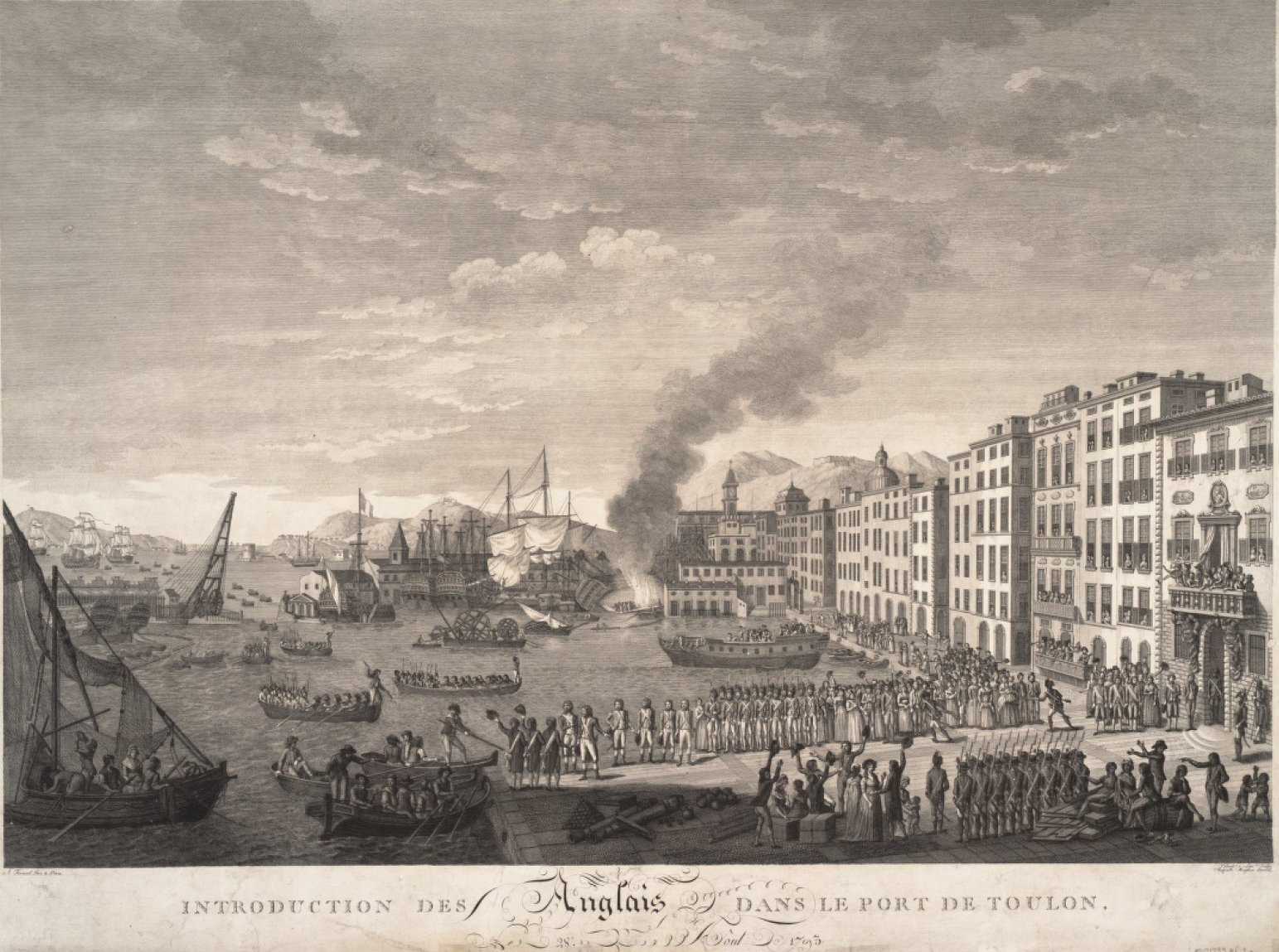
La evacuación de Tolón por la flota anglo-española, en un grabado de 1890.

Louis de Fabry de Fabrègues (Aups, Francia, 25 de agosto de 1715 - Cartagena, España, 1796), marqués de Fabry, fue un aristócrata y marino francés del siglo XVIII. Sirvió en la Marina Real durante los reinados de Luis XV y Luis XVI, y terminó su carrera militar con el rango de teniente general de las fuerzas navales, con la Gran Cruz de San Luis.

## Biografía
Fabry se enroló en la Marina Real en 1724, siendo ascendido al grado de alférez de navío en 1742. Fue nombrado caballero de la Orden de San Luis el 1 de abril de 1748, teniente en 1749, y recibió su diploma acreditativo del rango de capitán de navío en abril de 1757. Investido mayor de la Marina en 1758 y comandante de San Luis el 9 de diciembre de 1771, recibió una pensión de 3000 libras del presupuesto de la Orden.
Después de ser promovido a jefe de escuadra en 1776, se le nombró director general del arsenal de Tolón aquel mismo año, y comandante en 1781. Fue ascendido a teniente general en la promoción del 12 de enero de 1782, y condecorado con la Gran Cruz de San Luis en enero de 1792.
Partió de Tolón con la Marina Real británica en abril de 1794 rumbo a España, y murió exiliado en Cartagena en 1796, a la edad de 81 años. Había sido víctima de la epidemia de tifus que contrajeron gran cantidad de émigrés en la provincia de Gerona. Mucho tiempo antes de su muerte, Louis de Fabry disfrutaba del título de marqués, que le había sido otorgado mediante un diploma firmado por el Rey.